# Історія вищої освіти в Україні

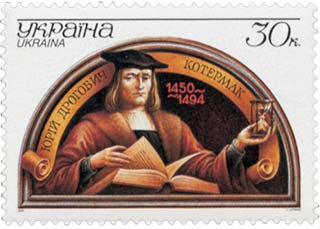
Поштова марка України, присвячена Юрію Дрогобичу

Історія вищої освіти в Україні нараховує близько тисячі років, але сучасних західноєвропейських форм вона набула лише в останні два століття.

## Середньовіччя
Вищі школи на теренах України з'явилися досить пізно. З часів Київської Русі при монастирях та митрополичій кафедрі діяли лише вищі студії з філософії та богослов'я. Поступу вищої освіти зашкодила монголо-татарська навала, тривала відсутність власної національної держави, поступова асиміляція еліти Волині, Червоної Русі, Поділля та Київщини польською шляхтою. Населення українських земель могло здобувати вищу освіту в університетах Європи: Ягеллонському (Краків), Болонському, в інших італійських, німецьких та французьких університетах, Віленській і Замойській академії. Законодавством Великого князівства Литовського громадянам країни дозволялося виїздити для навчання та в «пошуках кращого щастя свого» до будь-якої держави, крім тих, із якими Литва перебувала в стані війни. Маєтності князів та шляхти, які відбували на навчання, до їхнього повернення на рідну землю великий князь брав під свою опіку.

## Ранній модерний час
Вищі студії в Україні були започатковані князями Острозькими наприкінці XVI століття в Острозькій академії, де в 1570–1590-х роках сформувався гурток вчених, письменників, перекладачів і видавців, які випускали богословську, полемічну й навчальну літературу, викладали в школі. Та школа, називалась «тримовним ліцеєм», «гімназією» і «академією», поєднувала програму тогочасної європейської середньої школи («школа семи вільних наук») із вищими студіями. В академії розпочався процес активного засвоєння на православному підґрунті досягнень єзуїтських колегіумів. За її прикладом православні школи почали з'являтись в інших містах, що розгорнуло реформу шкільної освіти. 1632 року у Києві митрополитом Петром Могилою, шляхом злиття братської школи з Лаврською, було утвореною Києво-Могилянську колегію, на базі якого згодом постала Києво-Могилянська академія. Внаслідок контрреформації, протистояння католиків з протестантами і православними у Речі Посполитій, польський король Владислав IV Ваза у привілеї Київському колегіуму обмежив курс наук для «схизматиків» рівнем середньої школи. Згідно з Гадяцьким трактатом 1658 року між Річчю Посполитою і Гетьманщиною колегії надавався статус академії і вона отримувала рівні права з Ягеллонським університетом. Після входження українських земель до складу Московського царства статус академії був підтверджений у грамотах російських царів Івана V 1694 року та Петра I 1701 року.

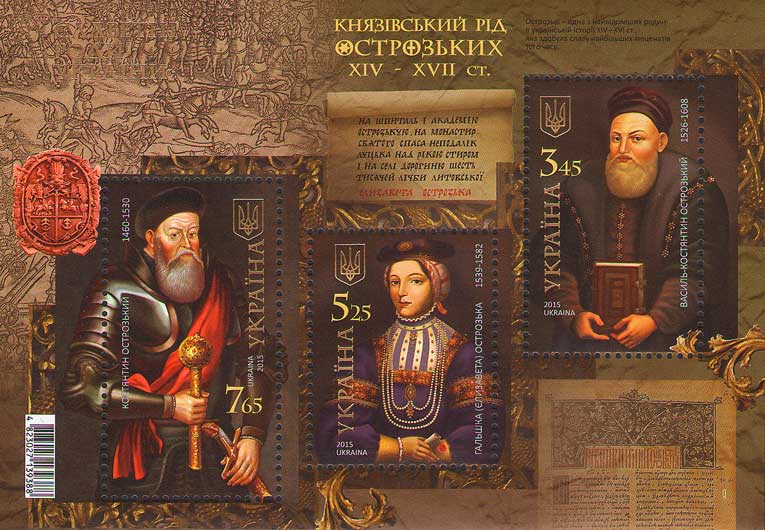
Поштовий блок України, присвячений роду Острозьких
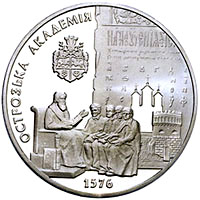
Монета України «Острозька академія»
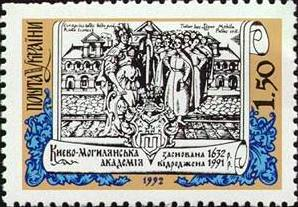
Поштова марка України, присвячена Києво-Могилянській академії

Академія була всестановим навчальним закладом гуманітарного спрямування. Особливого значення надавалося вивченню латини, яка була тоді мовою європейської освіти й науки. Латиною читалися курси поетики, риторики, філософії й богослов'я. Академія не мала поділу на факультети, також у ній не вивчалися традиційні університетські дисципліни — право та медицина, а випускникам не надавалися вчені ступені, хоч за рівнем викладання академія не поступалась європейським університетам. Впродовж всієї своєї діяльності академія зберігала тісний зв'язок із православною церквою і з часом, 1819 року перетворилась на вищий духовний заклад — Київську духовну академію.
У середині XVIII століття провідні українські громадські діячі не раз порушували перед царським урядом питання про відкриття в Гетьманщині університету на основі академії з виводом звідти ченців, або ж на новому місті, у Чернігові або Переяславі. Гетьман Кирило Розумовський розробив проєкт університету у власній столиці — Батурині. Проте ці наміри не здійснились. Востаннє козацька старшина поставила питання про відкриття університету в наказах депутатам в Законодавчу комісію 1767—1768 років. Секуляризація вищої освіти в Лівобережній Україні як автономному державному утворенні в межах Російської імперії не відбулася, а університети нового типу, єдині для всієї імперії, з'явилися в Україні вже у XIX столітті.
1661 року польський король Ян ІІ Казимир Ваза надав привілей Львівському єзуїтському колегіуму. Але спроба відкрити університет у Галичині спіткнулась об спротив викладачів Краківського університету, які не бажали мати конкурента. Львівський університет був відкритий тільки 1784 року вже в межах Австрійської імперії. Це був світський навчальний заклад із класичними факультетами квадривіуму — філософським, правничим, медичним і теологічним. Основною мовою викладання була латина, деякі предмети читалися польською і німецькою мовами.

## Модерний час
Вища освіта в Україні впродовж XIX століття розвивалася відповідно до освітніх політик австрійського та російського урядів.

### Російська імперія
Упродовж першої половини XIX століття у Російській імперії постали університети: Каразінський в Харкові (1805), Святого Володимира в Києві (1834), Новоросійський в Одесі (1865). Навчання в них становило завершальну ланку світської освіти. Університети, як правило, складалися з чотирьох факультетів: історико-філологічного, фізико-математичного, юридичного та медичного. Вони надавали закінчену вищу загальну й спеціальну освіту. Нормативними актами, що визначали їхню внутрішню організацію, стали університетські статути: автономістський проєкт Василя Каразіна 1805 року, реакційний контрпроєкт 1835 року, київський статут 1842 року, новий автономістський 1863 року та новий реакційний 1884 року. Вища духовна освіта зосереджувалась у Київській духовній академії.
Іншими вищими школами, за змістом і характером освіти подібними до університетів, були Кременецький ліцей (1805—1831), який ліквідували після Польського повстання; Рішельєвський ліцей в Одесі (1817—1865); Ніжинська гімназія вищих наук князя і масона Іллі Безбородька (1820), перетворена 1832 року на фізико-математичний, з 1840 року — юридичний та 1875 року — історико-філологічний інститут. Курси, вищі від середніх, читалися у Вищій київській гімназії (1812—1828). На відміну від всестановості університетської освіти, ці навчальні заклади надавали освіту переважно вихідцям із дворян та купецтва.

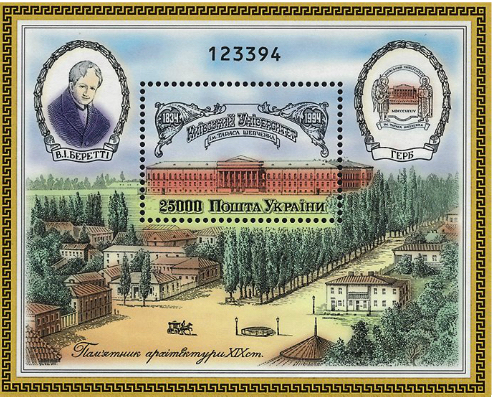
Київський університет на поштовому блоці України
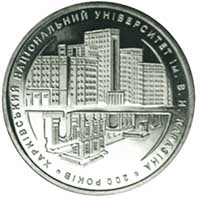
Монета України «200 років Харківському університету»
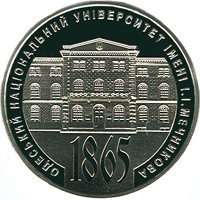
Монета України «150 років Одеському університету»
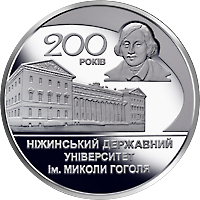
Монета України «200 років Ніжинському університету»
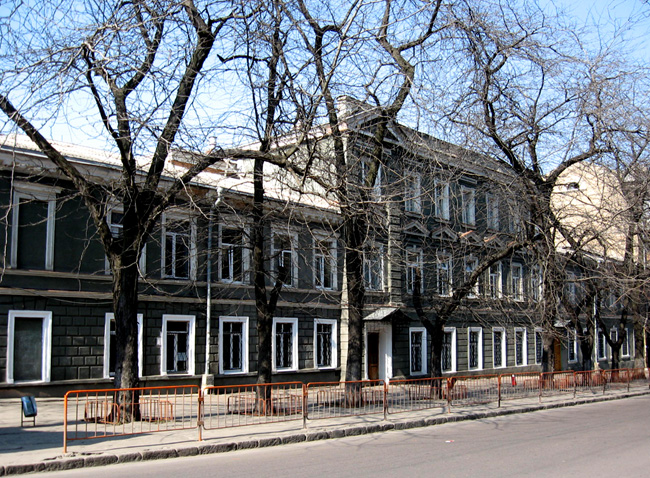
Рішельєвський ліцей в Одесі
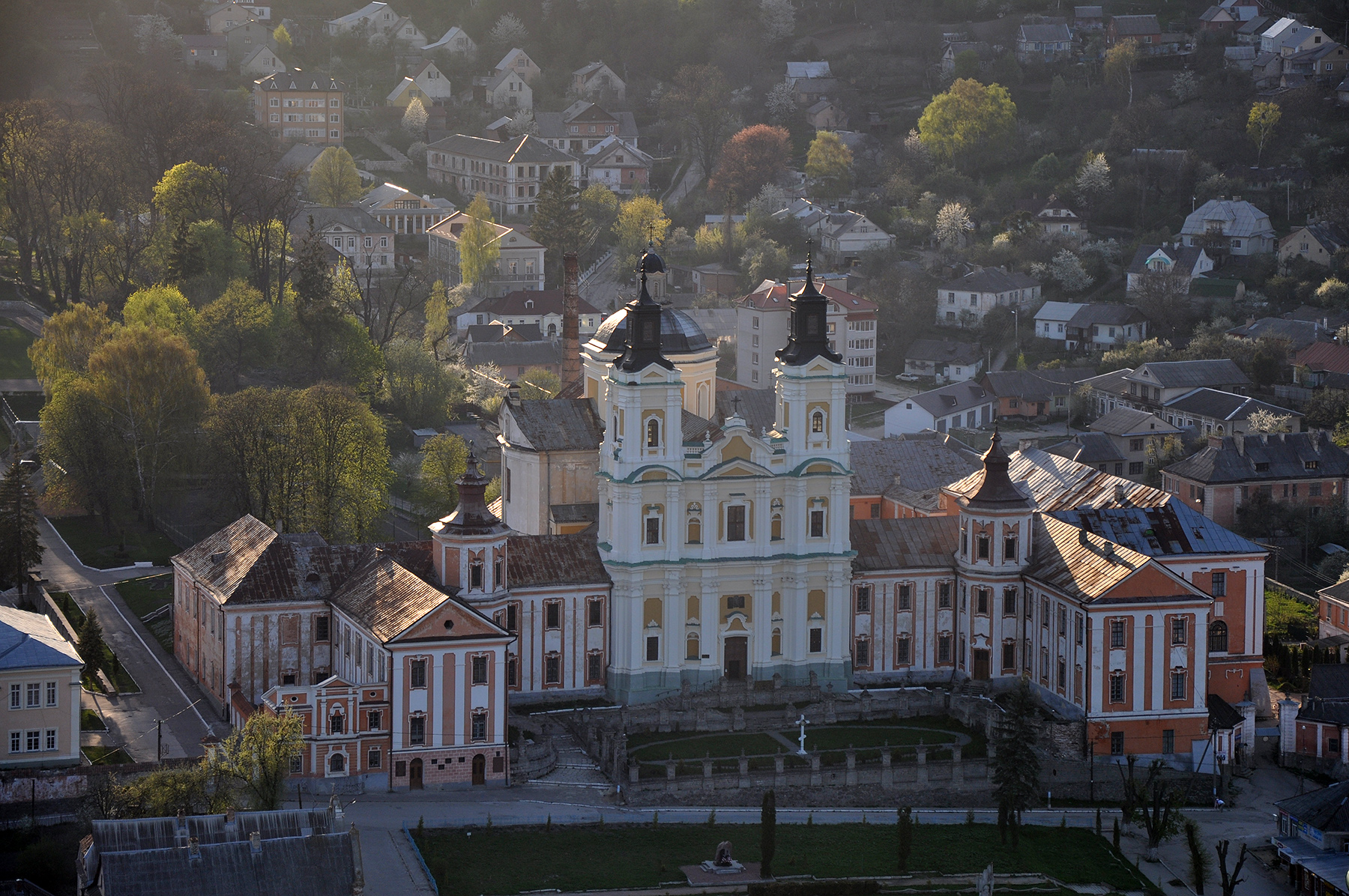
Кременецький ліцей

#### Професійна освіта
Урядові ліберальні реформи 1860–1870-х років у Російській імперії сприяли розвитку як загальної, так і спеціальної професійної вищої освіти, доступної для всіх станів. Вищу професійно-технічну освіту в Україні можна було здобути в Харківському технологічному інституті (1885), Київському політехнічному інституті (1898), Катеринославському гірничому (1912) і приватному Політехнічному інституті, заснованому 1916 року для єврейської молоді. Розвиток сільського господарства викликав появу відповідних вищих навчальних закладів, центром яких став Харків, де на базі Вищого училища відкрився 1873 Ветеринарний інститут та почали діяти Вищі сільськогосподарські курси Надії Невіанд (від 1912). Музична вища освіта надавалась у Київській та Одеській консерваторіях (1913).

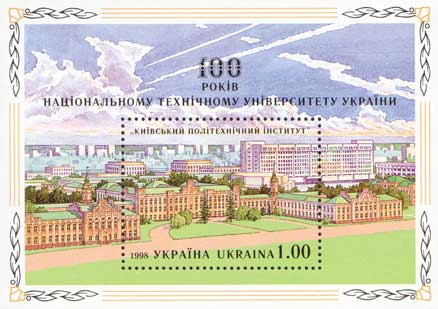
Київська політехніка на поштовому блоці України
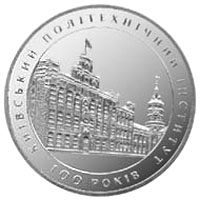
Монета України «100 років Київській політехніці»
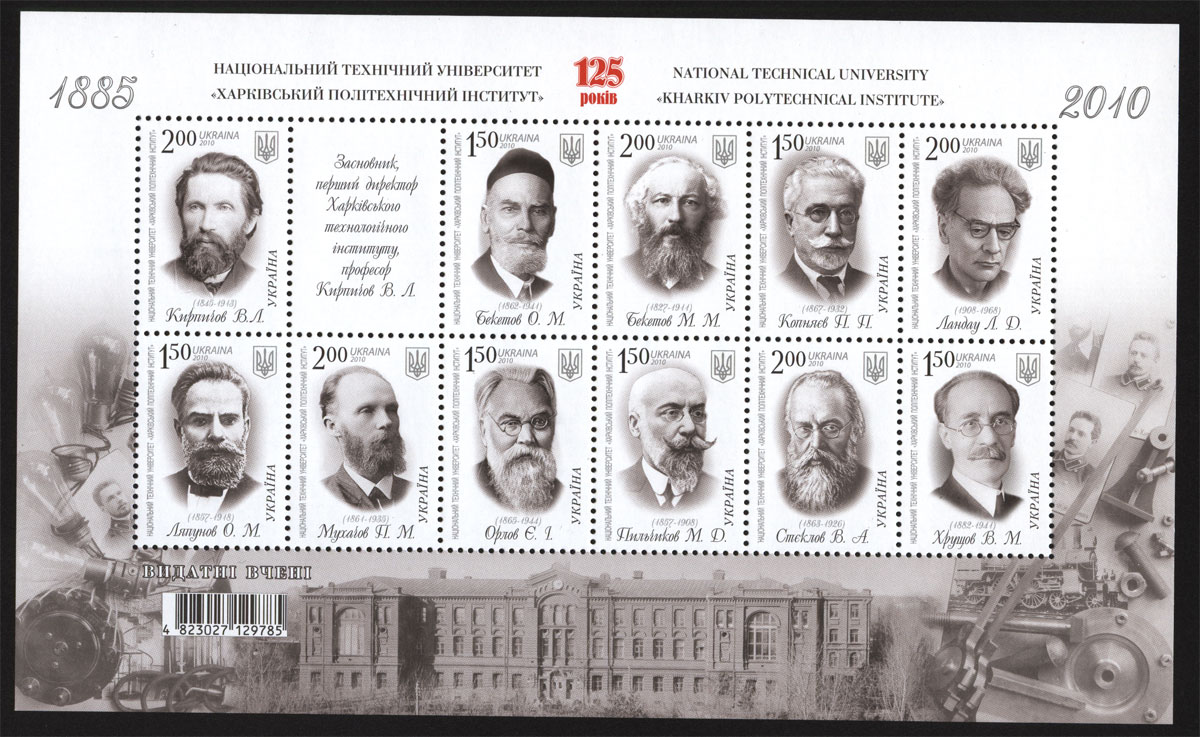
Викладачі Харківської політехніки на поштовому блоці України
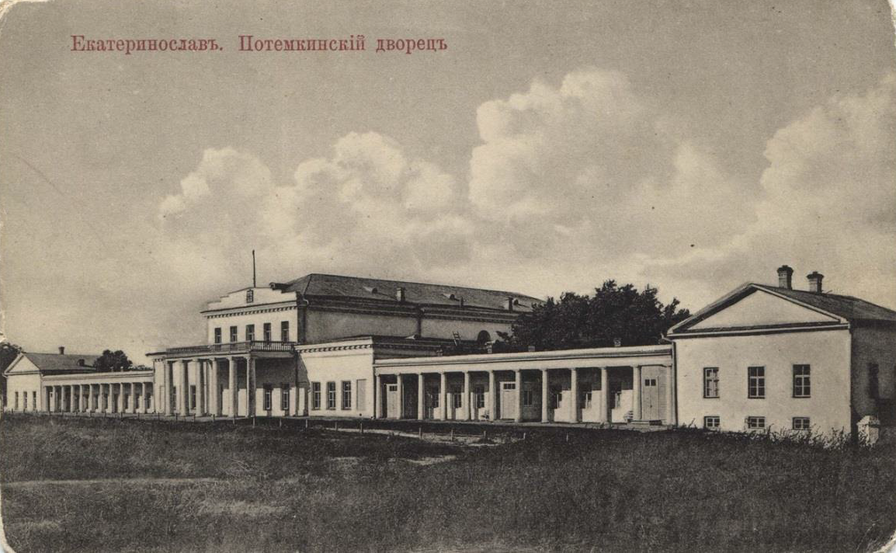
Катеринославське вище гірниче училище
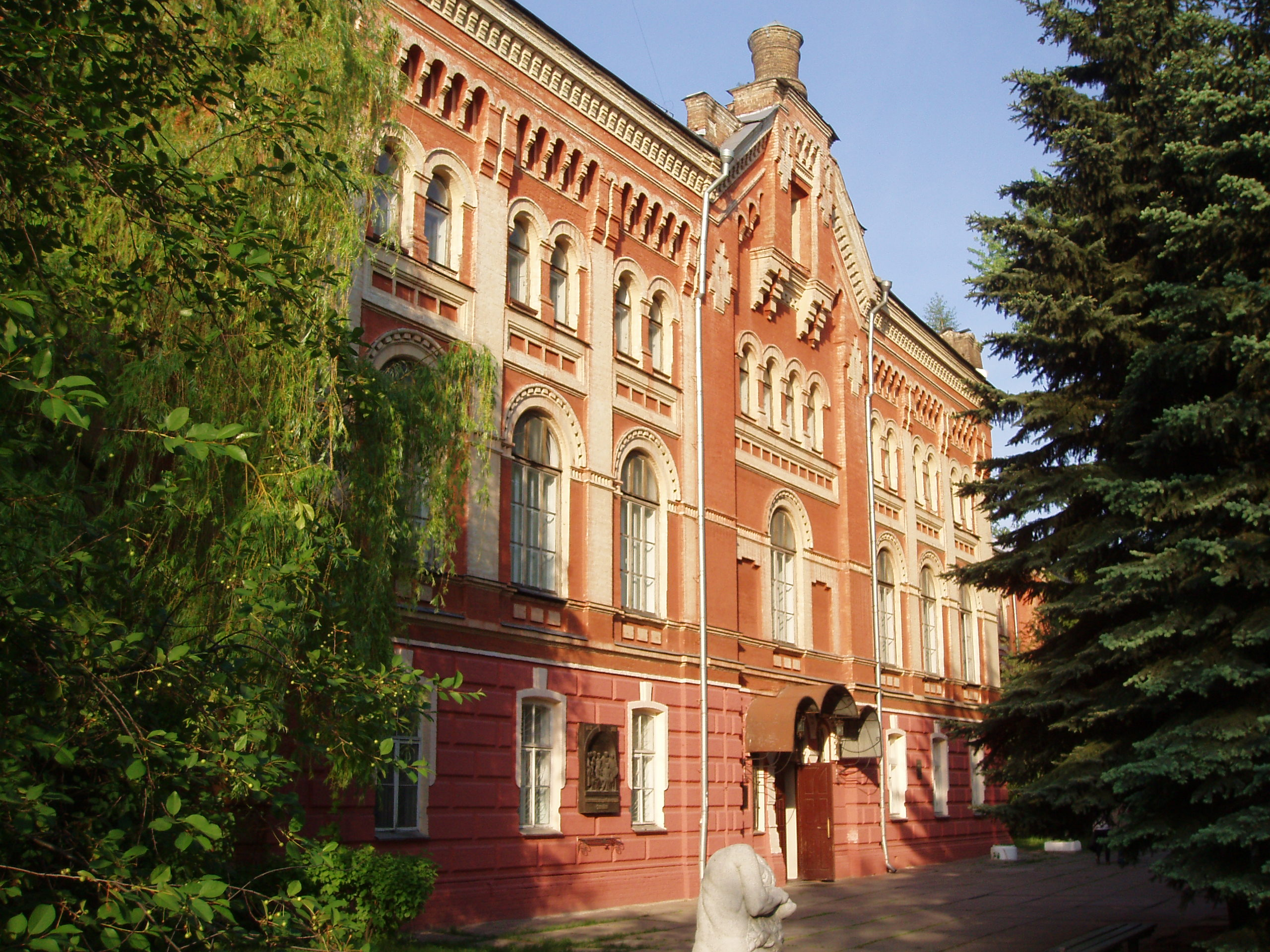
Українська академія мистецтв

#### Жіноча освіта
Позбавлені можливості навчатися в університетах жінки отримували загальну вищу освіту, без права державної служби, на Вищих жіночих курсах із університетською програмою викладання, які відкривалися за громадської ініціативи на приватні та благодійницькі кошти.
- Київ — Вищі жіночі курси (1872–86, 1906—1918), загальноосвітні (1905—1908) та історико-філологічні (від 1909) курси Митрофана Довнар-Запольського[22], вечірні жіночі курси Аделаїди Жекуліної (1905).
- Харків — курси Товариства взаємодопомоги працюючих жінок (від 1907), громадські курси Невіанд (1909—1916).
- Одеса — Вищі громадські жіночі курси (від 1910).
- Катеринослав — Вищі жіночі курси Копилова і Тихонова (1916).
- Сімферополь — Практичні загальноосвітні курси Фоміна для чоловіків і жінок (від 1906).

Зростаючі потреби технічного прогресу та недостатність державної підтримки вищої освіти певною мірою компенсувалися приватними жіночими комерційними та педагогічними курсами університетського типу: київські лікарсько-педагогічні курси Карницького «Мати й дитина» (1906—1908), комерційні курси Митрофана Довнар-Запольського (1906—1908), одеські комерційні курси Олександра Федорова та Генріха Файга (від 1907), харківські комерційні приватні курси Чудова (від 1912) та місцевого купецького товариства (1916). На початку XX століття почали відкриватися жіночі, а з часом — змішані інститути для спільного навчання юнаків і дівчат: у Києві — комерційний (з 1906), фребелівський (від 1907), медичний (1916), в Харкові — медичний (1909), в Одесі — міжнародний (від 1914).

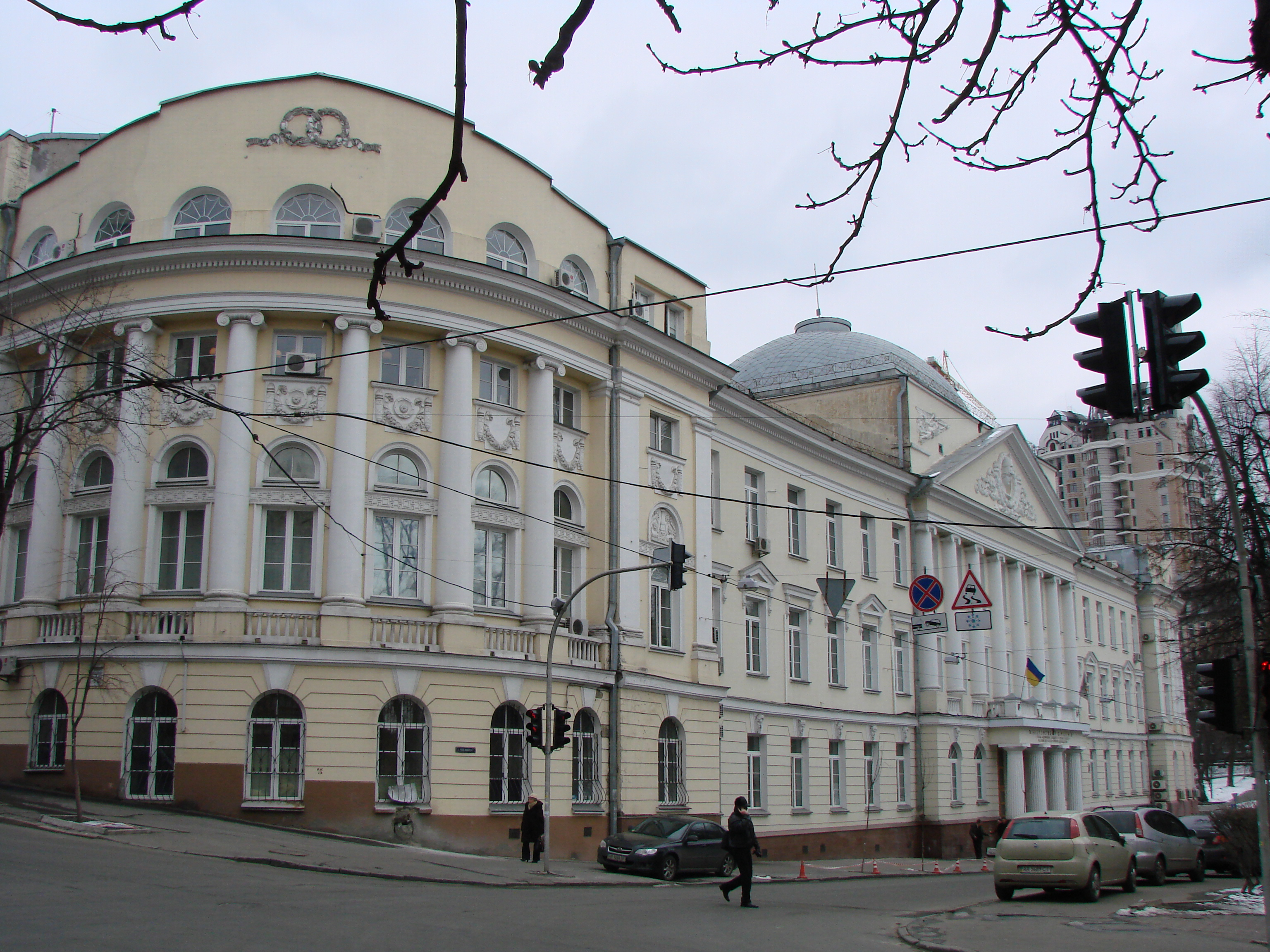
Київські вищі жіночі курси
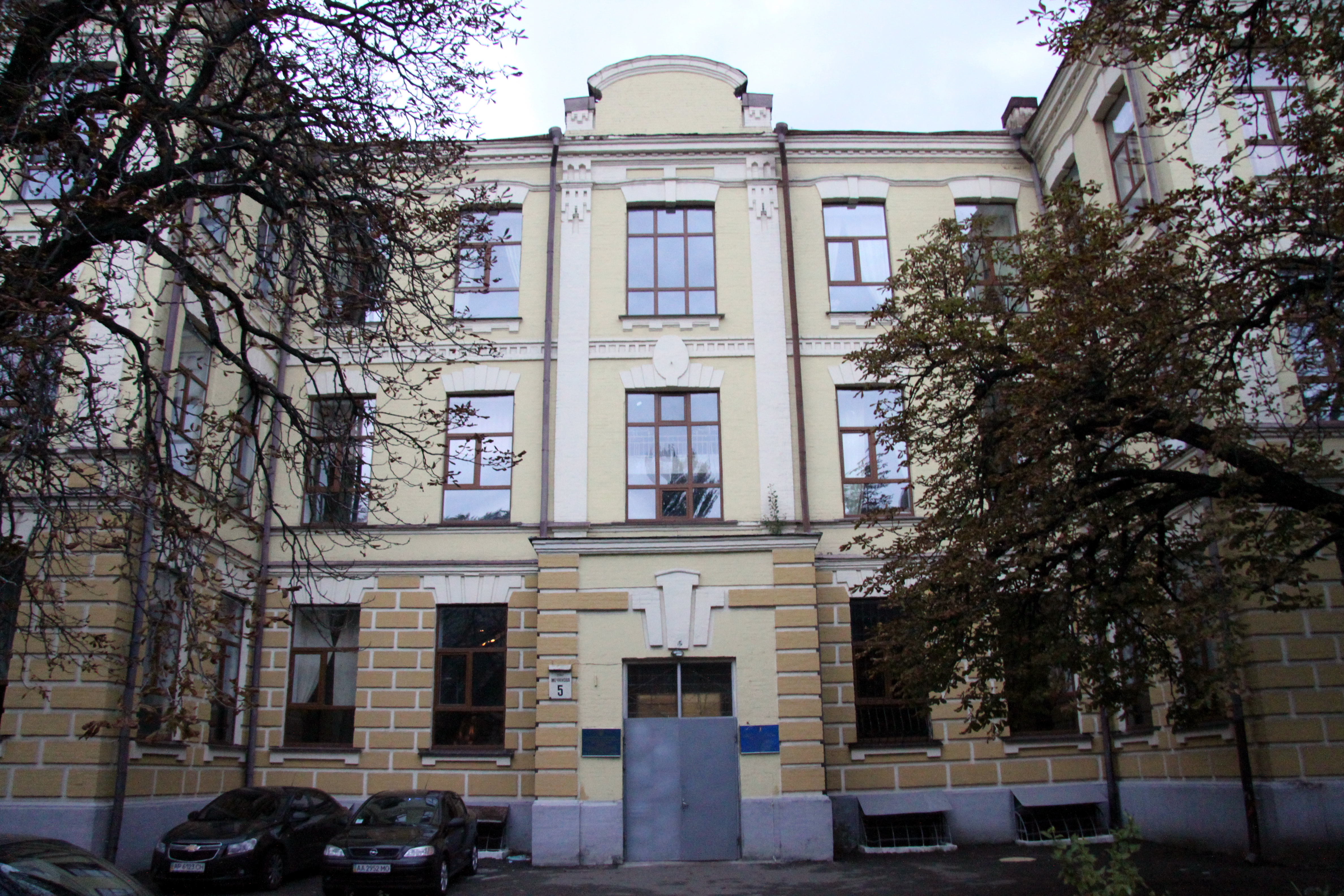
Анатомічний театр Київських вищих жіночих курсів
Аделаїда Жекуліна
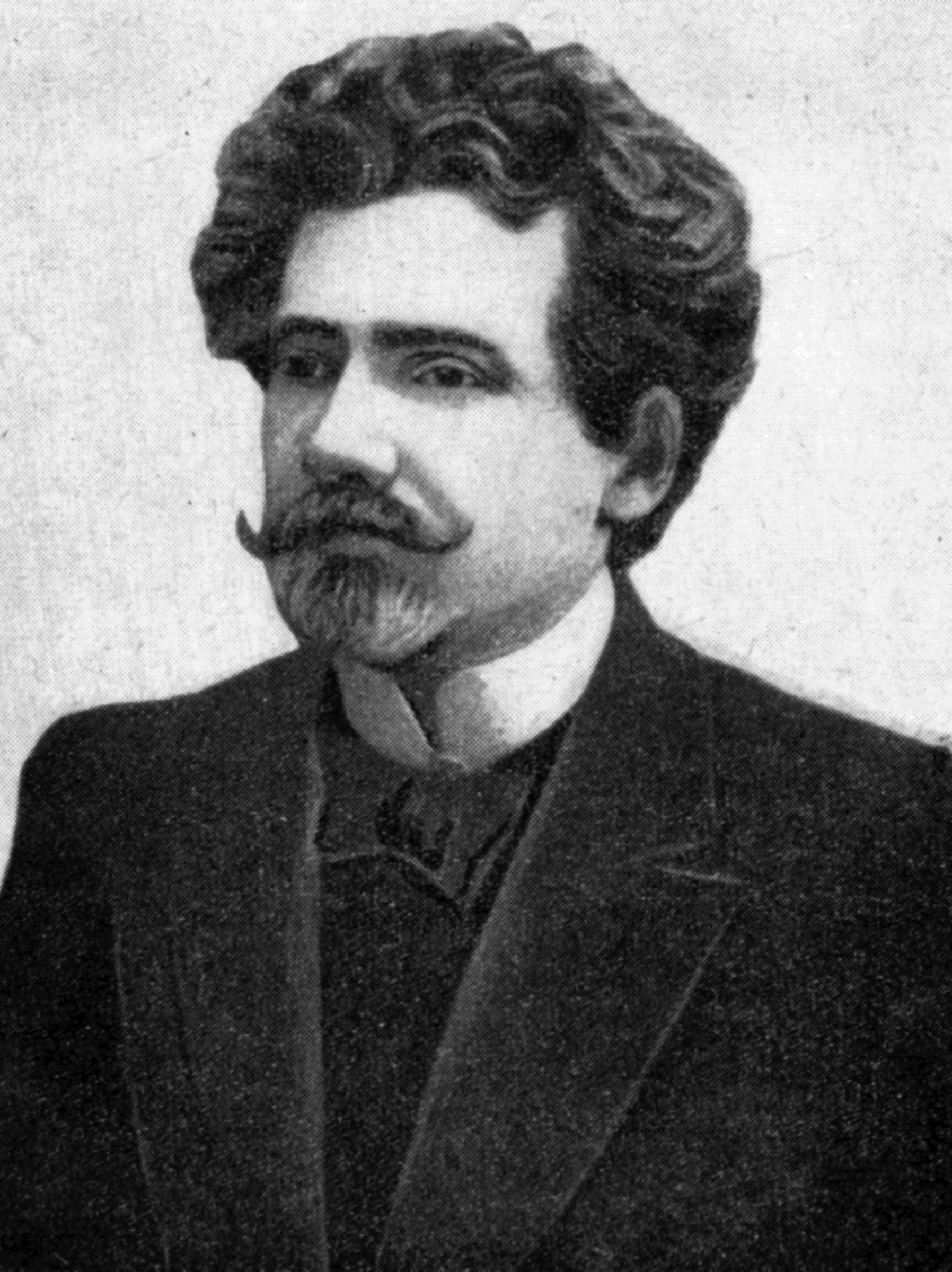
Митрофан Довнар-Запольський
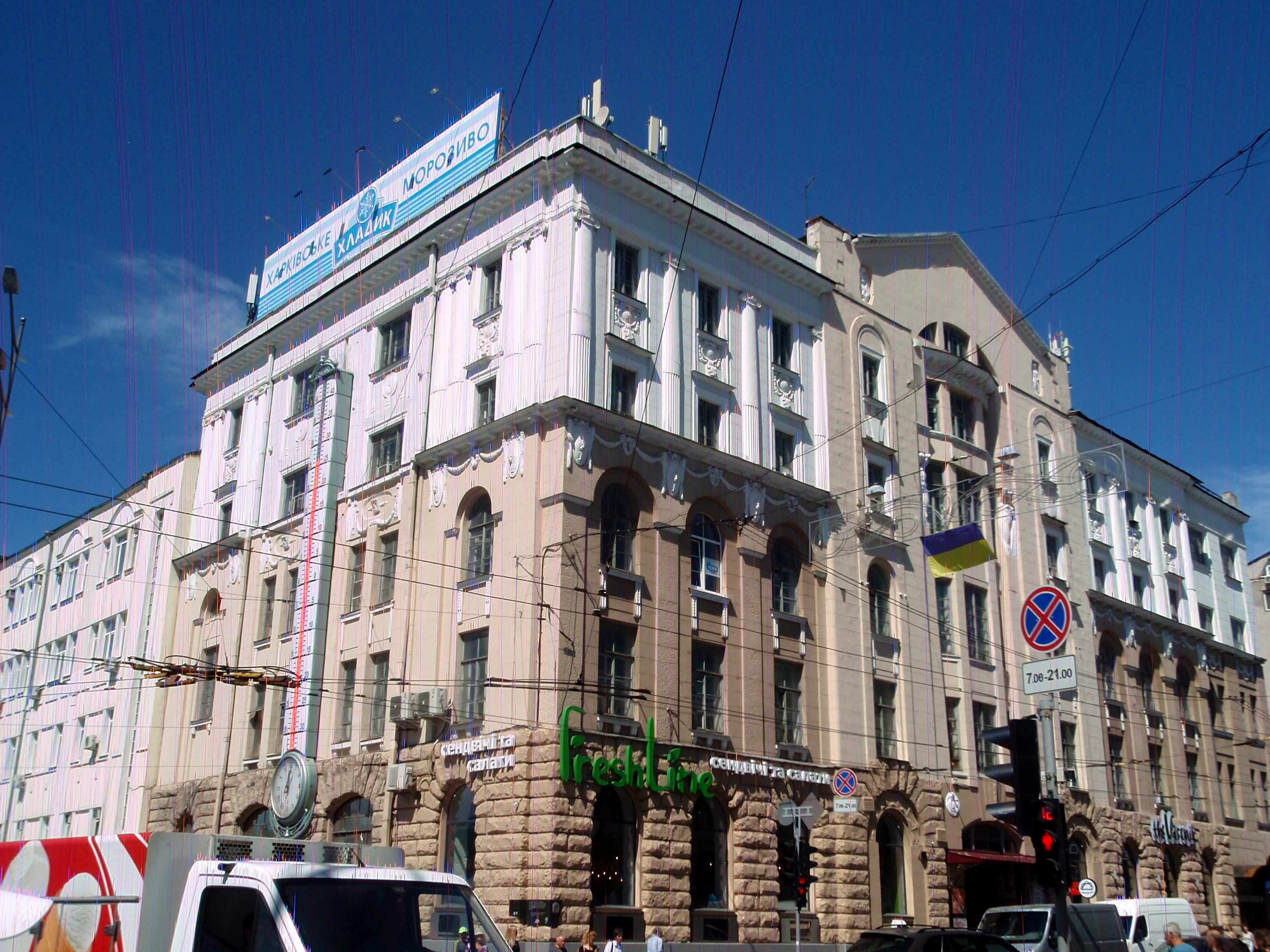
Харківський жіночий медичний інститут

### Австро-Угорщина
Вища освіта в Галичині була під контролем місцевих влади, що складалася з німців і поляків. Загальна вища освіта надавалась у Львівському університеті; технічна — у Львівському політехнічному інституті, заснованому 1877 року на базі Технічної академії; сільськогосподарська — у Вищій рільничій школі у Дублянах. На Буковині працював Чернівецький університет (1875). Провідним закладом музичної освіти була Консерваторія Галицького музичного товариства у Льовові (1853).

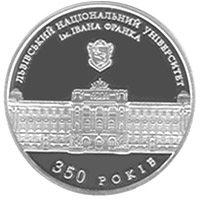
Монета України «350 років Львівському університету»
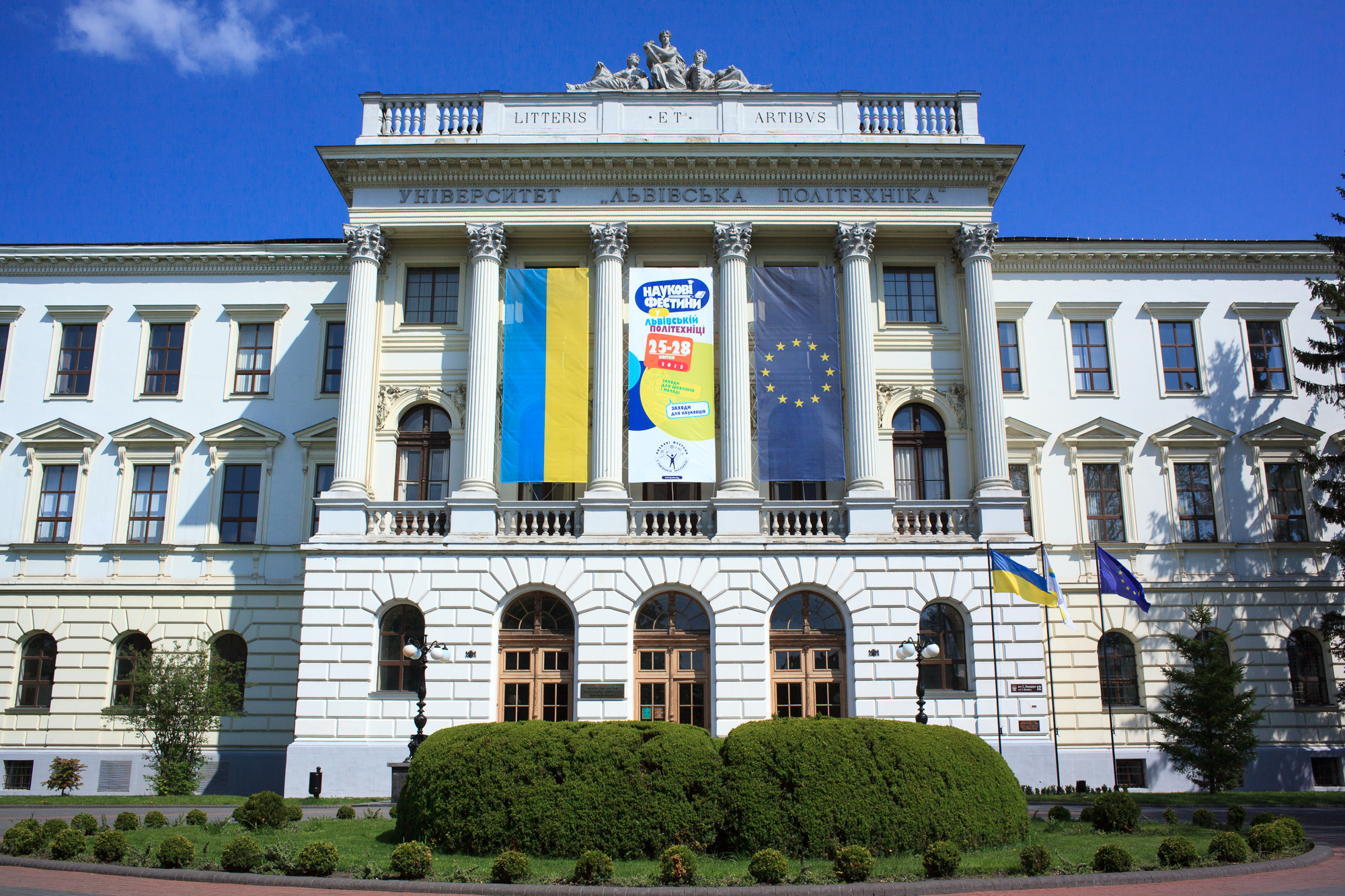
Львівська політехніка
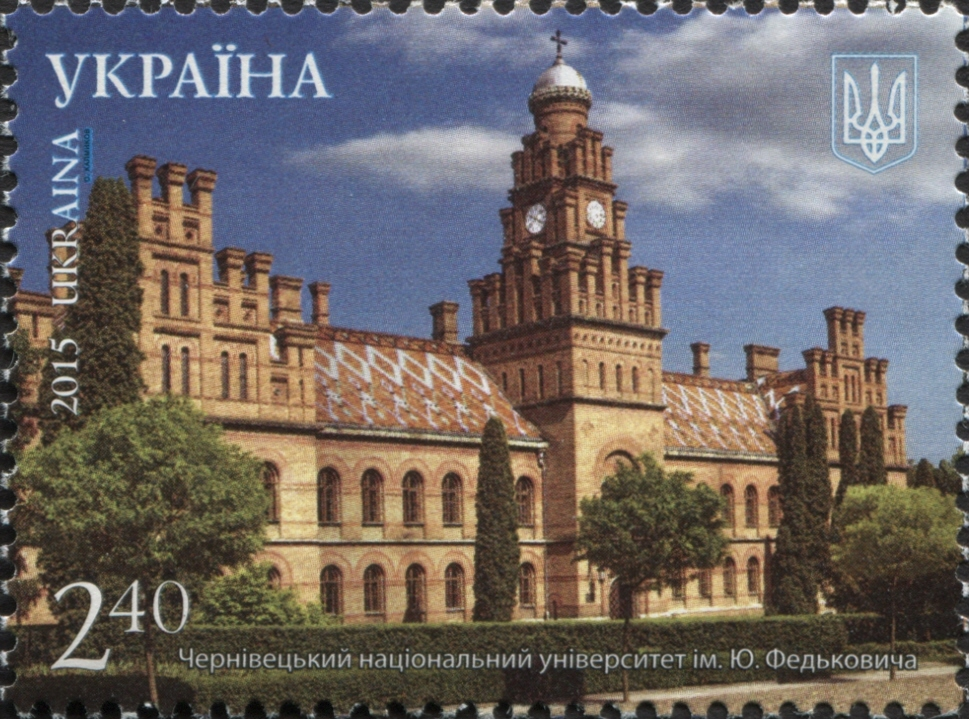
Будівля географічного факультету Чернівецького університету
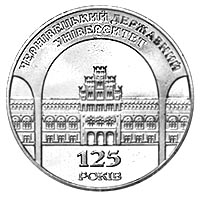
Монета України «125 років Чернівецькому університету»
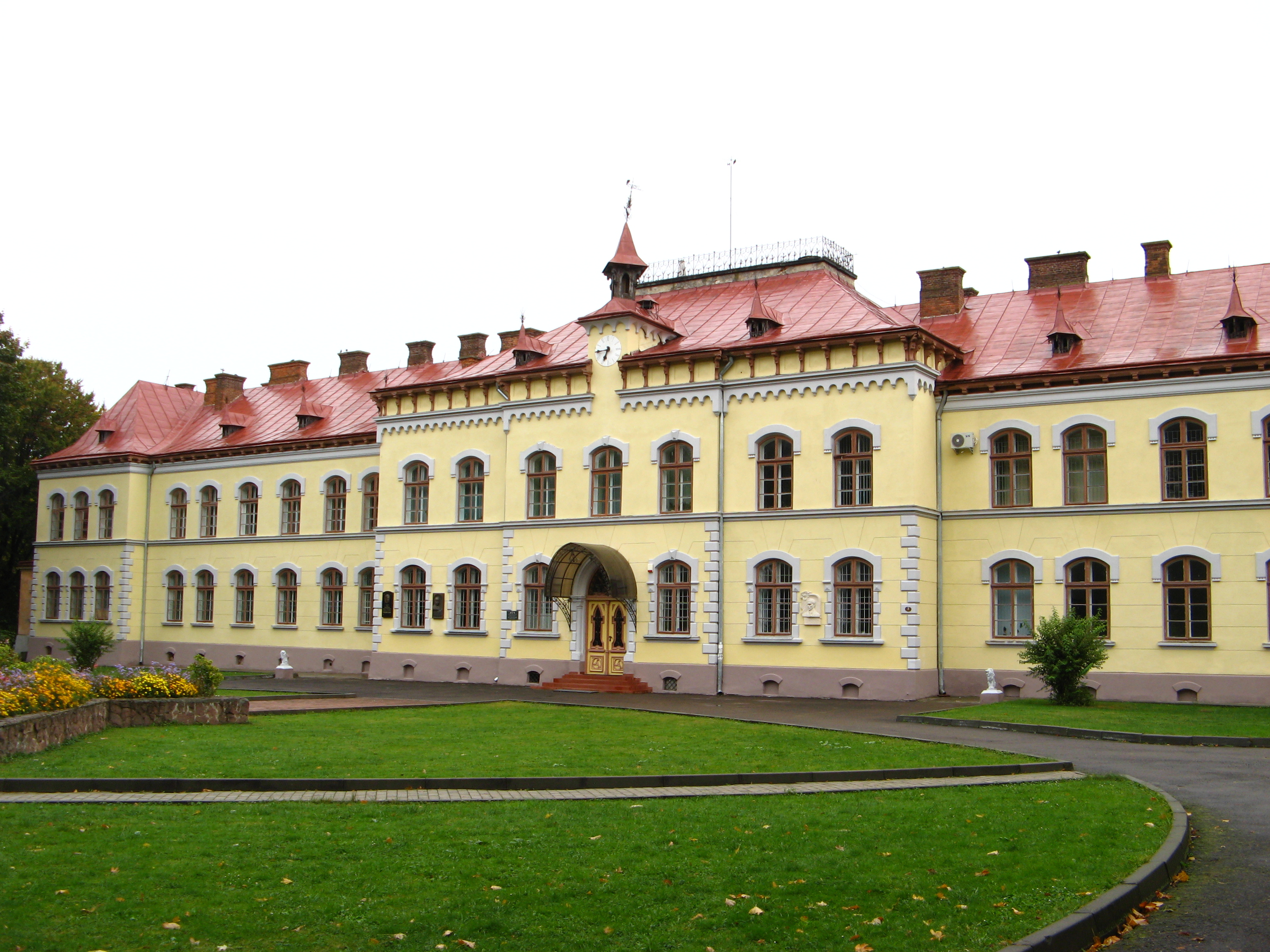
Вища рільнича школа у Дублянах

## Новітня доба

### Українська революція
У системі вищої підготовки на українських землях бракувало військових шкіл, недостатньо було технічних і образотворчих. Тому заради здобуття освіти такого профілю молодь виїжджала до Санкт-Петербурга, Москви, західноєвропейських міст. Відсутність освіти на рідній мові формувало місцеві інтелектуальні еліти на засадах російської, німецької та польської культур, вело до асиміляції й ускладнювало формування національних. Українська революція 1917—1921 років дала новий поштовх розвитку вищої освіти в Україні. Протягом цього періоду були відкриті університет у Катеринославі; консерваторія в Харкові; сільськогосподарський інститут в Одесі; Українська академія мистецтв, Українська педагогічна академія й Український народний університет в Києві, перетворений за гетьмана Павла Скоропадського на Київський державний український університет; Кам'янець-Подільський державний український університет; Український історико-філологічний факультет у Полтаві; Український учительський інститут у Житомирі. Одночасно розгорнулася робота над українізацією діючих навчальних закладів. При Київському, Харківському й Одеському університетах були засновані кафедри української мови, літератури, історії й історії права.

### Радянські часи
З приходом до влади в Україні більшовиків статус вищих навчальних закладів змінився, автономія була ліквідована, вони перейшли у відання Народного комісаріату освіти УСРР. 1920 року університети перестали існувати, замість них почали діяли інститути народної освіти (ІНО), як «інструмент комуністичного виховання». Перший ІНО було створено на базі Харківського університету. Низка таких інститутів виникла на базі учительських. Відбувалась демократизація студентського складу, «українізація» процесу навчання, кількісне зростання вищих закладів. Для забезпечення переваги робітників і незаможних селян у складі студентів при деяких вузах діяли підготовчі курси для дорослих — робітничі факультети («рабфаки»), практикувалися «мобілізації» комуністів і комсомольців на навчання. Одночасно проводилися «чистки», а пізніше терор студентського і професорсько-викладацького складу від «соціально чужих елементів». «Курс на українізацію» допоміг українізувати велику кількість предметів, підняти на новий рівень українську науку, націоналізувати педагогічну та сільськогосподарську освіту. Внаслідок цього до 1929 року у закладах вищої освіти 56 % складу були українцями.
Перехід до курсу індустріалізації та колективізації селянських господарств у 1930-ті роки зумовили уніфікацію системи освіти в межах усього СРСР. Відчутно посилився зв'язок технічних вузів із виробництвом, технічні інститути були перетворені на самостійні вузькопрофільні навчальні заклади й передані відповідним господарським об'єднанням і галузевим наркоматам. Керування вузами дедалі більше централізувалося, 1932 року при ЦВК СРСР був створений Комітет у справах вищої технічної школи, 1936 — при РНК СРСР створено Комітет у справах вищої школи (з 1946 року Міністерство вищої освіти СРСР). 1933 року було відновлено класичні університети, а на базі факультетів соціального виховання інститутів народної освіти відновлено педагогічні вузи. До 1939 року в УРСР налічувалося 129 вузів, в яких навчалося близько 125 тис. студентів.
Радянською владою на західноукраїнських землях впродовж 1939—1941 років було відкрито 15 нових вищих шкіл, які під час німецької окупації 1941—1944 років припинили свою роботу. Більшість університетів України було евакуйовано у східні райони СРСР.

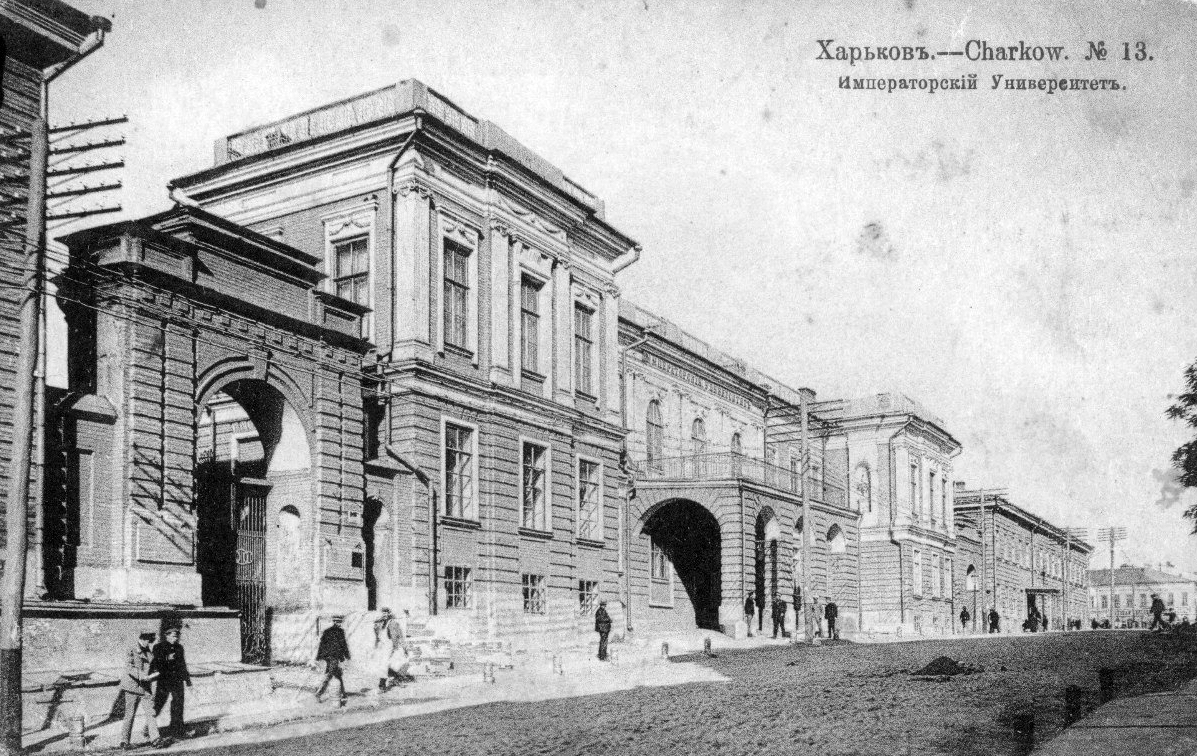
Харківський ІНО
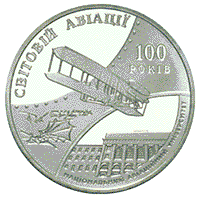
Монета України «70 років Національному авіаційному університету»
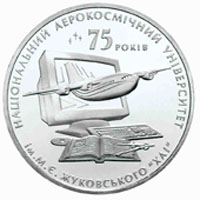
Монета України «75 років Харківському аерокосмічному університету»
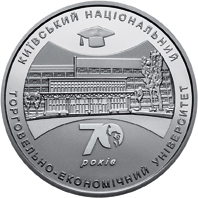
Монета України «70 років Київському торговельно-економічному університету»
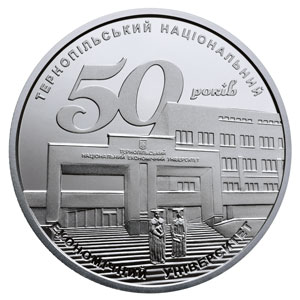
Монета України «50 років Тернопільському економічному університету»

У післявоєнний період освітня система України зазнавала різних змін і реформ, залежно від партійних рішень. У лютому 1955 року було утворено Міністерство вищої освіти УРСР. У часи СРСР переважна більшість вищих шкіл зосереджувалася у великих містах, неухильно зростала їхня матеріальна база, технічне оснащення, номенклатурний спектр спеціальностей (наприкінці 1980-х років здійснювалась підготовка спеціалістів за 360 спеціальностями у 156 вузах).

### Українська вища освіта поза УРСР
Упродовж 1920—1930 років та після війни українські вищі школи діяли і поза межами УРСР: Львівський таємний український університет, Львівська богословська академія, пізніше працювала як Український католицький університет імені святого Климента у Римі, Український вільний університет у Мюнхені, Український високий педагогічний інститут імені М. Драгоманова в Празі, Українська господарська академія у Подєбрадах (Чехія).

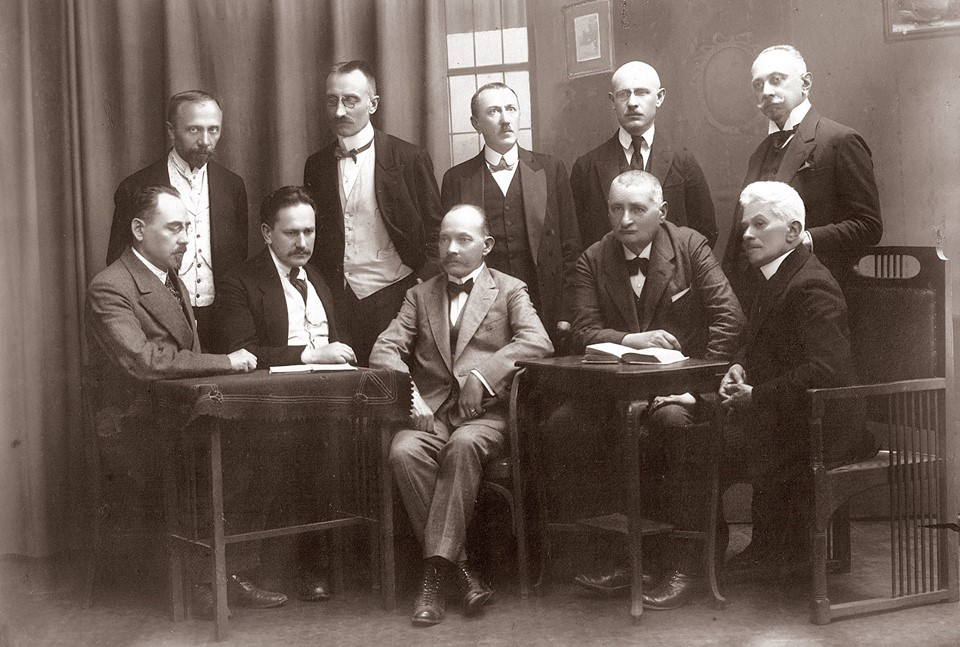
Сенат Українського таємного університету у Львові, 1921 рік
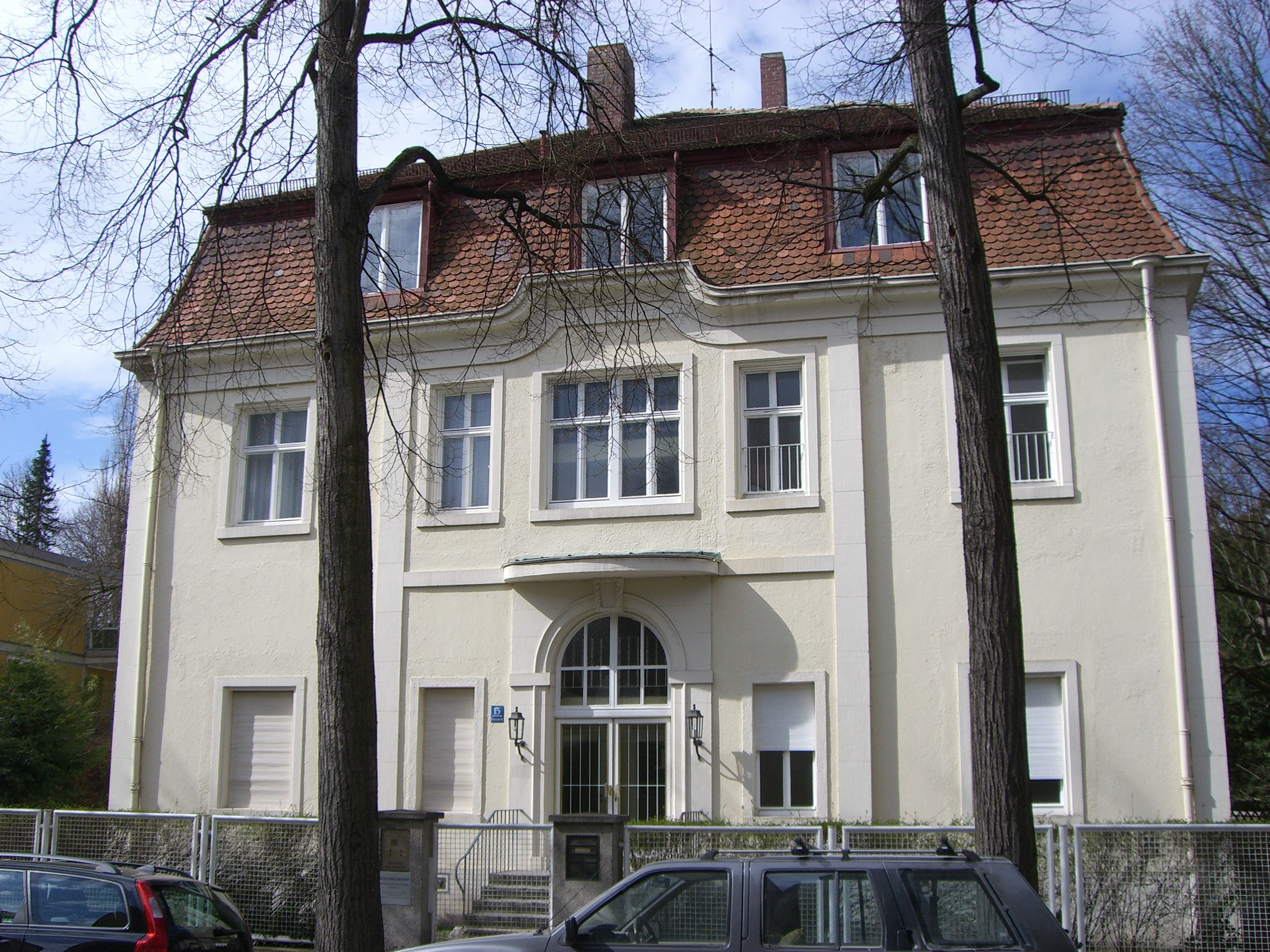
Будівля Українського вільного університету
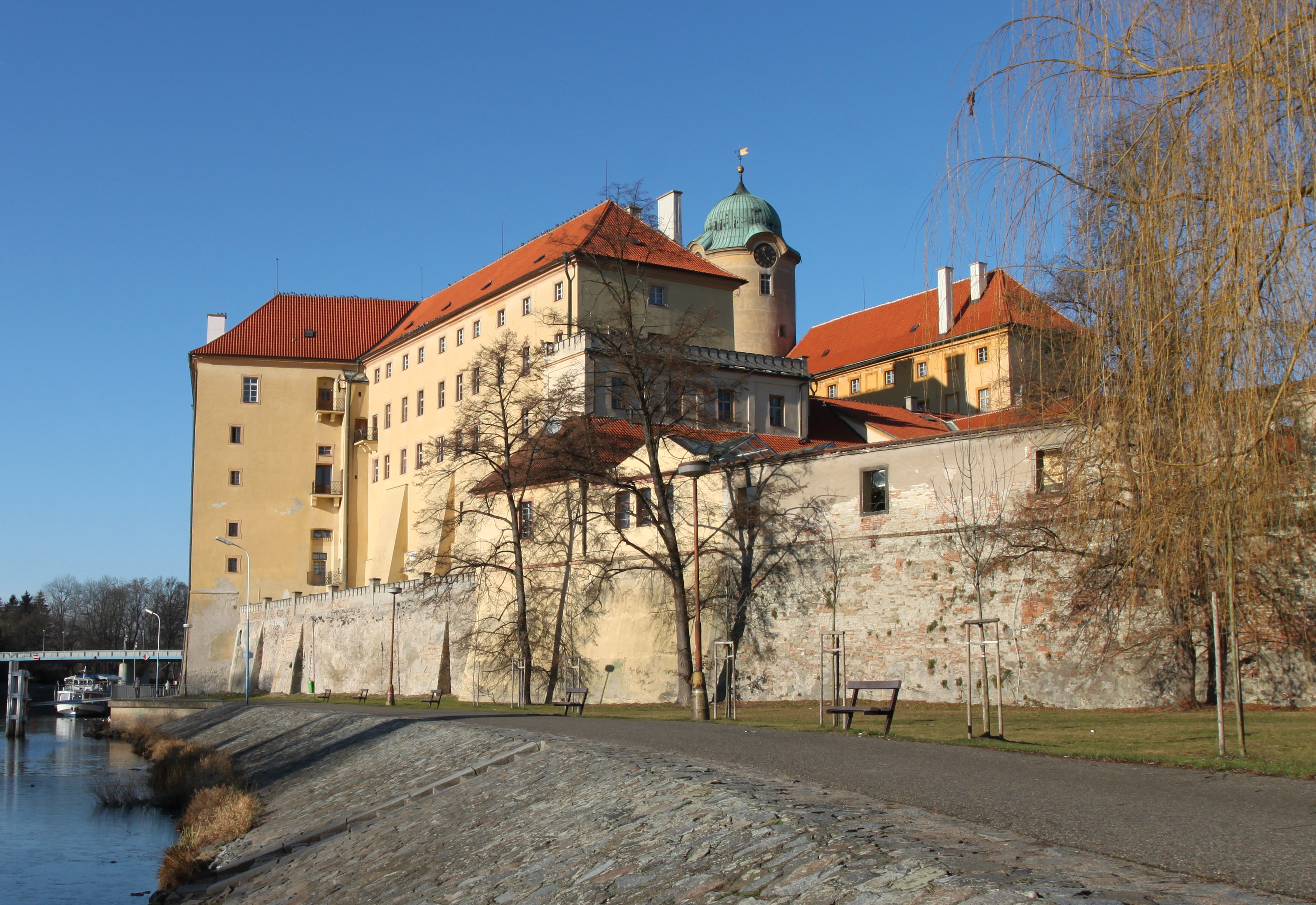
Українська господарська академія

### Доба незалежності

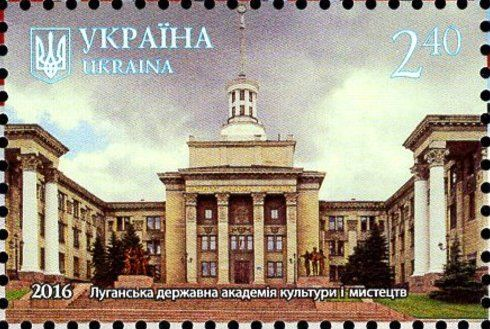
Луганська академія культури і мистецтв на поштовій марці України

Освітянська галузь упродовж 1990-х років із набуттям незалежності на основі Закону України «Про освіту» 1991 року була значною мірою реформована:
- здійснено перехід на триступеневу підготовку — бакалавр, спеціаліст, магістр;
- розроблено та впроваджено нові навчальні плани й програми;
- встановлено чотири рівні акредитації (1-й — технікуми, училища, 2-й — коледжі, 3-й і 4-й — інститути, консерваторії, університети);
- запроваджено ліцензування й акредитацію, що забезпечує державний контроль.

Поряд із новими державними постали навчальні заклади із недержавною формою власності. Одними з перших в цій категорії були: Національна академія управління і Національний університет «Києво-Могилянська академія» (Київ), Міжрегіональна академія управління персоналом (Донецьк).
У 2001/2002 навчальному році в Україні діяло 318 вищих навчальних закладів, в яких навчалося 1,55 млн студентів. Понад 20 провідних закладів освіти отримали статус національних. В Україні переважно збериглась кількість студентських місць, яка склалася протягом попередніх десятиліть — 170 студентів на 10 000 осіб населення.